# Aniek Nouwen
Aniek Nouwen (født 9. marts 1999) er en kvindelig hollandsk fodboldspiller, der spiller forsvar for engelske Chelsea i FA Women's Super League og Hollands kvindefodboldlandshold.
Den 4. marts 2019, fik Nouwen landsholdsdebut for Hollands kvindefodboldlandshold, da hun blev indskiftet i det 63. minut i 1–0-sejren over Polen. Den 23. oktober 2020, scorede Nouwen så hendes første officielle landsholdsmål i 7-0-sejren over Estland i EM-kvalifikationen.
Den 12. maj 2021, blev det annonceret at Nouwen havde indgået en 3-årig kontrakt med det forsvarende engelske mestre fra Chelsea, gældende frem til sommeren 2024.